# Erythroxylum roraimae
Erythroxylum roraimae är en tvåhjärtbladig växtart som beskrevs av Johann Friedrich Klotzsch. Erythroxylum roraimae ingår i släktet Erythroxylum och familjen Erythroxylaceae. Inga underarter finns listade i Catalogue of Life.